# Stellar
«Stellar» es una canción de la de la banda estadounidense de rock alternativo Incubus, lanzado a través de Epic/Immortal el 8 de agosto de 2000 como el segundo sencillo de su tercer álbum de estudio Make Yourself (1999). La canción alcanzó el número 2 en Billboard Modern Rock Tracks y también alcanzó el número 17 en las listas de Mainstream Rock Tracks y el número 7 en Bubbling Under Hot 100 Singles.
La canción aparece en la película de Daria Is It College Yet?. La versión de portada aparece en Guitar Hero y como contenido descargable para la versión Xbox 360 de Guitar Hero II.

## Video musical
El video musical lanzado en 2000 tiene a la banda tocando en una atmósfera surrealista y celestial. Una mujer joven (interpretada por la entonces novia de Brandon Boyd, Jo) termina viajando al espacio para encontrarse con Boyd. Durante el coro, se ve a la banda tocando frente a una pantalla blanca con líneas flotantes y gráficos que giran en el fondo.

## Posicionamiento en lista
| Lista (2000)                         | Posición |
| ------------------------------------ | -------- |
| Estados Unidos (Alternative Airplay) | 2        |
| Estados Unidos (Mainstream Rock)     | 17       |